# Crazy Love (album)
Crazy Love – wydany w 2009 r., czwarty studyjny album kanadyjskiego wokalisty Michaela Bublé. 
Album został nagrany w ciągu sześciu miesięcy w Los Angeles, Nowym Jorku i Vancouver (jego rodzinnym mieście). Wyprodukowany przez Davida Fostera, Boba Rocka i Humberta Gatikę.
Nagrania w Polsce uzyskały status podwójnej platynowej płyty.

## Lista utworów
Wersja podstawowa
1. "Cry Me a River" (Arthur Hamilton) 4:15
2. "All of Me" (Marks Gerald, Seymour Simons) 3:08
3. "Georgia on My Mind" (Hoagy Carmichael, Gorrell Stuart) 3:08
4. "Crazy Love" (Van Morrison) 3:31
5. "Haven't Met You Yet" (Michael Bublé, Alan Chang, Amy S. Foster) 4:05
6. "All I Do Is Dream of You" (Herb Nacio Brown, Arthur Freed)	2:32
7. "Hold On" (Michael Bublé, Alan Chang, Amy S. Foster) 4:05
8. "Heartache Tonight" (Don Henley, Glenn Frey, Bob Seger, J. D. Souther) 3:52
9. "You're Nobody Till Somebody Loves You" (Russ Morgan, Larry Stock, James Cavanaugh)	3:07
10. "Baby (You've Got What It Takes)" (Feat. Sharon Jones and The Dap-Kings) (Clyde Otis, Stein Murray) 3:20
11. "At This Moment" (Billy Vera) 4:35
12. "Stardust" (Featuring Naturally 7) (Hoagy Carmichael, Mitchell Parish) 3:13
13. "Whatever It Takes (Bonus Track dla wszystkich wersji)" (Feat. Ron Sexsmith) (Ron Sexsmith) 4:35

Hollywood Edition Bonus Disc
1. "Hollywood"     4:13
2. "At This Moment" (live)      4:31
3. "Haven't Met You Yet" (live)      5:20
4. "End of May"      3:53
5. "Me & Mrs. Jones" (live)     3:43
6. "Twist And Shout" (live)     4:57
7. "Heartache Tonight" (live)    3:46
8. "Best Of Me"              4:33